# 16 Cephei
16 Cephei, som är stjärnans Flamsteed-beteckning, är en ensam stjärna i den mellersta delen av stjärnbilden Cepheus. Den har en skenbar magnitud på ca 5,04 och är svagt synlig för blotta ögat där ljusföroreningar ej förekommer. Baserat på parallaxmätning inom Hipparcosuppdraget på ca 27,4 mas, beräknas den befinna sig på ett avstånd på ca 119 ljusår (ca 37 parsek) från solen. Den rör sig närmare solen med en heliocentrisk radialhastighet på ca -21 km/s. Stjärnan har en relativt snabb egenrörelse och förflyttar sig över himlavalvet med en hastighet av 0,174 bågsekunder per år.

## Egenskaper
16 Cephei är en gul till vit stjärna i huvudserien av spektralklass F5 V. Den har en massa som är ca 1,4 gånger solens massa, en radie som är ca 2,8 gånger större än solens och utsänder ca 11 gånger mera energi än solen från dess fotosfär vid en effektiv temperatur på ca 6 200 K. Stjärnan är en källa till röntgenstrålning.
Det finns flera stjärnor av 11:e och 12:e magnituden inom några bågminuter från 16 Cephei, alla avlägsna bakgrundsobjekt. Endast en av dessa listas i Washington Double Star Catalog och Catalog of Components of Double and Multiple Stars som följeslagare.